# خایوونگکی
خایوونگکی (به لهستانی:  Hajowniki) یک روستا در لهستان است که در گمینا سکیربیشوو واقع شده‌است.